# Makala
Cándido Gardoy Martín, meglio conosciuto come Makala, (Barcellona, 21 aprile 1921 – Barcellona, 13 marzo 1994) è stato un calciatore spagnolo.
In attività giocava nel ruolo di attaccante.
Con il Real Madrid vinse una coppa Eva Duarte.